# Kazuya Nakai
Kazuya Nakai (中井和哉?, Nakai Kazuya; Kōbe, 25 novembre 1967) è un doppiatore giapponese che lavora per l'Aoni Production.
Ha fatto il suo debutto nel ruolo di Witz Sou in Gundam X. È noto per aver doppiato Roronoa Zoro in One Piece, Toshiro Hijikata in Gintama, Mugen in Samurai Champloo, Akitaru Obi in Fire Force, Miles in Fullmetal Alchemist: Brotherhood, Moses Sandor in Tales of Legendia e Ultraman Max in Ultraman Max.

## Ruoli

### Anime
- Ao no Exorcist (Ryuji Suguro)
- BPS Battle Programmer Shirase (Akira Shirase)
- Black Jack (Gori)
- Bobobo-bo Bo-bobo (Keseran Paseran)
- Boruto (Urashiki Otsutsuki)
- D.Gray-man (Gozu)
- DanDaDan (Alieno Serpo)
- Danganronpa: The Animation (Mondo Ohwada)
- Death Note (Kanzo Mogi)
- Detective Conan (Shun Kotegawa)
- Digimon Savers (Gaomon)
- Dragon Ball Super (Tagoma)
- Fire Force (Akitaru Obi)
- Fullmetal Alchemist: Brotherhood (Miles)
- Gintama (Hijikata Toshirou)
- God Eater (Soma Schicksal)
- Grenadier (Yajiro Kojima)
- Gundam X (Witz Sou)
- Hataraki Man (Fumiya Sugawara)
- Hellsing (Jan Valentine)
- IGPX Immortal Grand Prix (River Marque)
- Inuyasha (Hoshiyomi)

- Jū ō sei (Zagi)
- Kuroko's Basket (Shoichi Imayoshi)
- Mahou Sensou (Kippei Washizu)
- Mobile Suit Gundam SEED (Reverendo Malchio)
- Naruto: Shippūden (Furido)
- Nodame Cantabile (Kouzou Etoh)
- Noein (Karasu, Noein)
- One Piece (Roronoa Zoro, Pierre, Jigoro, Saldeath)
- Pokémon (Morio, Shintaro, Naoshi)
- RAGNAROK THE ANIMATION (Iruga)
- Samurai Champloo (Mugen)
- Scrapped Princess (Galil, Socom)
- Sempre più blu (Suzuki)
- Sengoku Basara (Date Masamune)
- Suki-tte Ii na yo (Daichi Kurosawa)
- That Time I Got Reincarnated as a Slime (Laplace)
- Trinity Blood (Tres Iqus)
- xxxHolic (Shizuka Domeki)
- Yakuza Fiancé (Gaku Miyama)[1]
- Yu-Gi-Oh! (serie animata 1998) (Shido-sensei, Studente B ep. 10)

### Film ed OAV
- Blue submarine no. 6 (Capitano degli Shang)
- Film ed OAV de I Cavalieri dello zodiaco (Raimi del verme)
- Dragon Ball Z: La resurrezione di 'F' (Tagoma)
- Film Bleach: Jigoku-hen (Kokuto)

- Film di One Piece (Roronoa Zoro)
- Film di xxxHolic (Shizuka Domeki)
- Saint Seiya - The Lost Canvas (El Cid del Capricorno)

### Videogiochi
- Arknights (Mountain)
- Battle Stadium D.O.N (Roronoa Zoro)
- Code of Princess (Baku Juppongi)
- D2 (Cliff)
- Danganronpa: Trigger Happy Havoc (Mondo Ohwada)
- Danganronpa V3: Killing Harmony (Mondo Ohwada)
- Devil Summoner: Soul Hackers (versione 3DS) (Spooky/Masahiro Sakurai)
- Dissidia 012 Final Fantasy (Gilgamesh)
- Dissidia Final Fantasy: Opera Omnia (Gilgamesh, Raijin, Wakka)
- Dynasty Warriors (Xiahou Dun, Dian Wei)
- Ehrgeiz: God Bless the Ring (Doza)
- Fate/Grand Order (Cu Chulainn Prototype)
- Final Fantasy X (Wakka)
- Final Fantasy X-2 (Wakka)
- Final Fantasy Type-0 (Gilgamesh)
- Final Fantasy XIII-2 (Gilgamesh)
- Final Fantasy VII Rebirth (Gilgamesh)
- Fire Emblem Heroes (Helbindi, Astram)
- Fist of the North Star: Ken's Rage 2 (Ein)
- Fullmetal Alchemist 3: Kami o tsugu shōjo (Zerugiu)
- Ghost of Tsushima (Jin Sakai)
- God Eater (Soma Schicksal)
- God Eater 2 (Soma Schicksal)
- Granblue Fantasy (Eustace, Toshiro Hijikata, Roronoa Zoro)
- Granblue Fantasy: Versus (Eustace)
- Granblue Fantasy: Versus Rising (Eustace)
- JoJo's Bizarre Adventure: Eyes of Heaven (Illuso)
- Jump Force (Roronoa Zoro)
- Kingdom Hearts (Wakka)
- Kingdom Hearts II (Raijin)
- Kurohyō: Ryū ga Gotoku Shinshō (Naoki Toda)
- Mega Man Zero (Fighting Fefnir, Hanumachine)
- Mega Man Zero 2 (Fighting Fefnir, Poler Kamrous)
- Mega Man Zero 3 (Fighting Fefnir, Hanumachine R)
- Mega Man ZX (Modello F, Congre)
- Minna no Golf (Musatsu)
- Videogiochi di Mobile Suit Gundam SEED (Barry Ho)
- Mr. Driller (Kiru Saku, Kowasu)

- Ninety-Nine Nights (Klarrann)
- No More Heroes: Heroes Paradise (Travis Touchdown)
- No More Heroes III (Travis Touchdown)
- Octopath Traveler II (Partitio Yellowil)
- Videogiochi di One Piece (Roronoa Zoro)
- Persona 3 (Shinjiro Aragaki)
- Persona Q: Shadow of the Labyrinth (Shinjiro Aragaki)
- Persona 3: Dancing in Moonlight (Shinjiro Aragaki)
- Persona Q2: New Cinema Labyrinth (Shinjiro Aragaki)
- Persona 5 Royal (Shibusawa)
- Persona 3 Reload (Shinjiro Aragaki)
- Sengoku Basara (Date Masamune)
- Shin Megami Tensei IV (Hope)
- Stranger of Paradise: Final Fantasy Origin (Gilgamesh)
- Super Robot Wars Alpha (Witz Sou)
- Super Robot Wars Z (Witz Sou)
- Super Robot Wars Z2: Destruction Chapter (Witz Sou)
- Super Robot Wars Z2: Rebirth Chapter (Witz Sou)
- Super Robot Wars X (Kia Mbeki)
- Tales of Legendia (Moses Sandor)
- Tales of Arise (Mahavar)
- The King of Fighters: All Star (Hijikata Toshirou)
- Tokimeki Memorial Girl's Side: 2nd Kiss (Katsumi Shiba)
- Toshinden (videogioco 2009) (Goyathlay)
- Warriors: Legends of Troy (Enea)
- World of Final Fantasy (Gilgamesh)
- Xenosaga Episode III: Also sprach Zarathustra (Assistant Scott)
- Xenoblade Chronicles X (Frye)

### Tokusatsu
- Engine Sentai Go-onger (Hiramechimedes, Destaramedes, Urameshimedes)
- Kamen Rider Hibiki (Narratore, Eiki)

- Tokusou Sentai Dekaranger (Igaroid, Uniga)
- Ultraman Max (Ultraman Max)